# Henri Lorin (1857-1914)
Pour les articles homonymes, voir Henri Lorin.
 (janvier 2011).
Si vous disposez d'ouvrages ou d'articles de référence ou si vous connaissez des sites web de qualité traitant du thème abordé ici, merci de compléter l'article en donnant les références utiles à sa vérifiabilité et en les liant à la section « Notes et références ».
Henri Lorin, né le 7 février 1857 à Paris et mort le 19 novembre 1914 à Paris 8e, est un militant catholique français engagé au sein du catholicisme social.

## Biographie
Fils d’Antonin Lorin (1819-1876) et de Mathilde Agasse (1827-1859), petit-neveu de Henri Agasse, il avait deux ans à la mort de sa mère et dix-neuf ans à celle de son père. Il fut élevé par sa tante, Anne-Charlotte Lorin (1816-1905) dite Annette, ainsi que ses deux sœurs, Marthe (1880-1901), qui épousera Georges Chodron de Courcel, et Louise (1852-1930), Paul de Charnacé. Reçu à Polytechnique, il démissionna dès sa sortie. Esprit curieux, il s’intéressait à tout ce qui était à la mode. Il aimait voyager et allait souvent en Italie, étant un ami intime de l'ambassadeur auprès du Vatican, le comte Lefevre de Béthune. 
Il fut souvent reçu par le pape Léon XIII, défenseur de la doctrine sociale de l’Église avec la lettre encyclique Rerum Novarum en 1891.
Entre 1905 et 1914, il s’intéressa en particulier aux Semaines Sociales, spécialisées dans les questions ouvrières. Il en devint le président et le doctrinaire. C’est lui qui trouva la formule du « Salaire Vital ».
Il se maria à 34 ans, en 1891, avec Pauline de Lacoste de Belcastel, veuve du marquis Alexandre Aguado de las Marismas (petit-fils d'Alexandre Aguado), nièce de Gabriel de Belcastel et qui avait 10 ans de plus que lui. Ils s’étaient rencontrés à Rome. Ils n’eurent pas d’enfant. Après son mariage, il acheta une propriété à Maule, appelée « la Rolandrie », château de la fin du XVIIIe siècle avec son parc et une ferme. Henri Lorin fut conseiller municipal de la commune.
En 1914, un mois après la déclaration de guerre, Henri Lorin se trouvait à Bordeaux où le gouvernement français s’était établi. Sur demande du ministre des Affaires étrangères, Théophile Delcassé, il accepta de se rendre à Rome auprès de Benoît XV, pape qui venait d’être élu en remplacement de Pie X, avec pour mission de faire entendre une voix française.
Henri Lorin meurt à Paris le 9 novembre 1914 d'un malaise cardiaque à 57 ans. Il est enterré dans le cimetière de Maule avec son épouse.

## Catholicisme social
Issu de la grande bourgeoisie parisienne catholique et monarchique, il fut avec Albert de Mun et René de La Tour du Pin, l'un des principaux animateurs du catholicisme social.
Dès sa sortie de l’École polytechnique, il s'impliqua dans « l’Œuvre des Cercles » fondée par de Mun. Autour de 1890, sa maison, 186 rue du Faubourg-Saint-Honoré à Paris, servit de lieu de rencontre aux catholiques sociaux : La Tour du Pin, Georges Goyau, Max Turman ou Raoul Jay. Le philosophe Vladimir Soloviev séjourna également chez lui à la fin de 1883.
Il fut reçu en audience privée, en compagnie du conseiller national suisse Gaspard Decurtins, par Léon XIII, et participe à l'Union de Fribourg réunie autour de Mgr Mermillod, dont les travaux furent repris et confirmés dans l'encyclique Rerum Novarum.
Le 7 mai 1901, « l'Union d'étude des catholiques sociaux » fut créée, sous la présidence d'Henri Lorin.
En 1904, le journaliste lyonnais Marius Gonin et le professeur de droit lillois Adéodat Boissard créèrent les Semaines sociales de France et en confièrent la présidence à Henri Lorin.

## Ouvrages publiés
- L'idée individualiste et l'idée chrétienne. Études sur le fondement du droit chrétien. Bloud et Cie, Paris, 1910
- L'orientation sociale de la pensée catholique au XIXe siècle (cours d'ouverture de la Semaine Sociale de Rouen, 1910). Lyon, Chronique sociale de France, 1910.